# St.-Florian-Kirche (Burhafe)

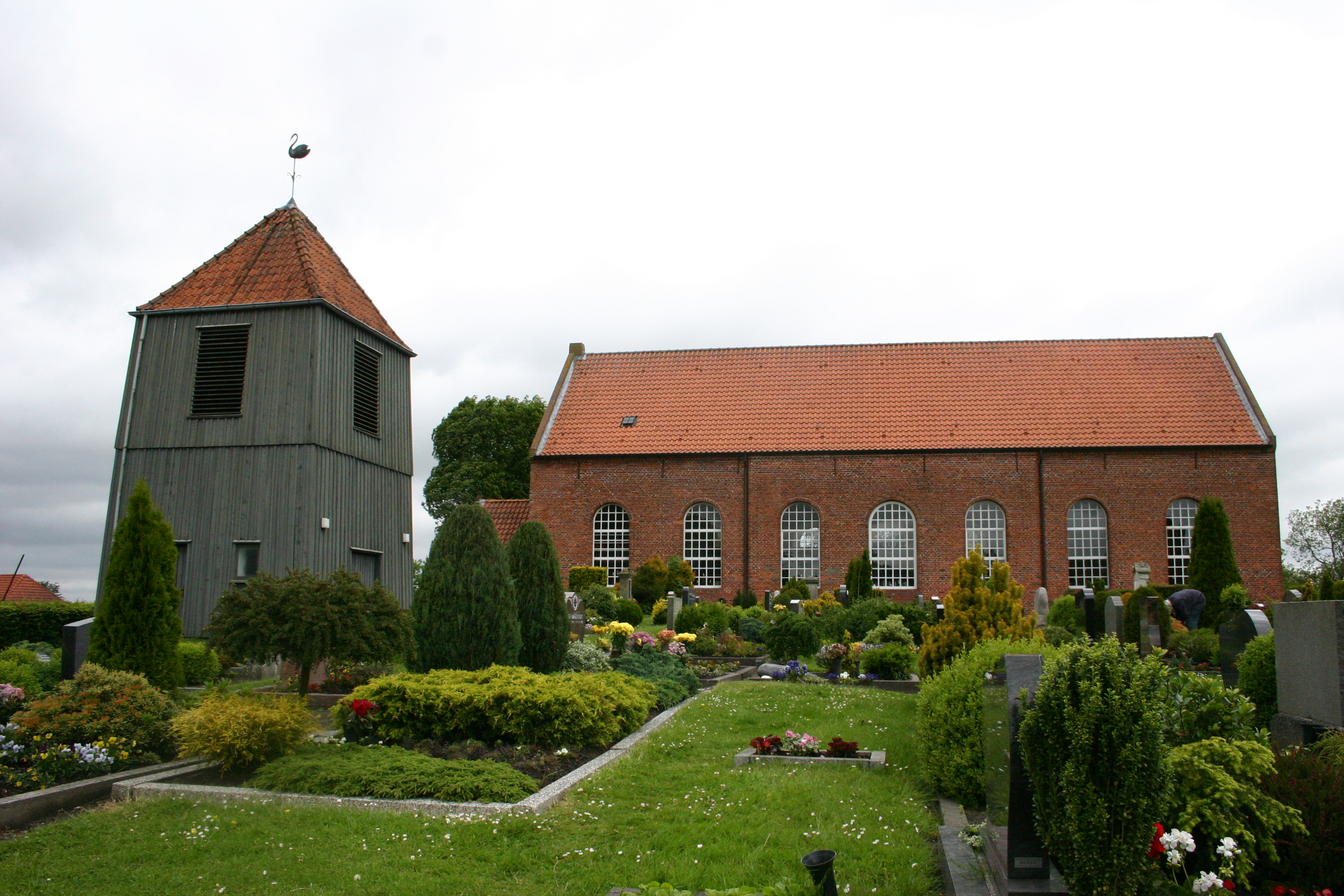
St.-Florian-Kirche

Die evangelisch-lutherische St.-Florian-Kirche in der Hauptstraße 3 in Burhafe, einem Ortsteil von Wittmund, wurde 1821 auf einer Warft als klassizistische Saalkirche erbaut.

## Geschichte
Im 11./12. Jahrhundert existierte bereits eine Holzkirche, die im 12. Jahrhundert durch ein Gebäude aus Tuffstein auf der erhöhten Warft ersetzt wurde, dessen Reste als Fundament für den Neubau dienten. Am Ende des 13. Jahrhunderts wurde eine Kirche aus Backsteinen mit drei Gewölben errichtet. Als diese zu Beginn des 19. Jahrhunderts einzustürzen drohten, erfolgte der heutige Neubau. Der Name weist darauf hin, dass die Kirche früher dem Heiligen Florian geweiht war. Der frei stehende Glockenturm wurde wahrscheinlich im 15. Jahrhundert gebaut.

## Ausstattung
Der Innenraum wird von einer hölzernen Decke abgeschlossen. Die Ausstattung der Kirche stammt teilweise aus dem Vorgängerbau. Das barocke Taufbecken aus Holz datiert von 1657, der Altaraufsatz von 1744. Auf dem oberen Rand der Taufe steht die Umschrift »1657 zu Gottes Ehren hat Jungffer Gerdrut von Windesheim diser Toffe ververtigen lassen«. In vier Feldern darunter sind die Wappen der Familien Windesheim, Stumpfeln, Redern und Wichmannsdorf. Die anderen vier Felder sind mit geschnitztem Rankenwerk gefüllt. Auf dem Rand des Tuafdeckels ist die Umschrift »Marcus 16. Capitel. V16 Wer da gklaubet unnd getauffet wirt, der wirt selich werden.« Für das Altarretabel hat Habbo S. H. Cröpelin das Schnitzwerk im Jahr 1744 angefertigt.

## Orgel
Johann Gottfried Rohlfs erbaute die Orgel als sein erstes Werk 1794 mit zehn Registern auf einem Manual und angehängtem Pedal. 1904/1905 erfuhr das Instrument einen eingreifenden Umbau durch Johann Martin Schmid, wobei einige Register von Rohlfs übernommen wurden. Von 2008 bis 2009 erfolgte eine umfassende Restaurierung mit Rekonstruktion des Zustandes von 1794 und Beibehaltung des Subbasses von 1905 durch Harm Dieder Kirschner. Im Jahr 2022 rekonstruiert Kirschner die beiden verlorenen Zungenregister Dulcian 16′ und Trompete 8′.
| Manual C–d3 |                 |       |      |
| 1.          | Principal       | 08′ 0 | R    |
| 2.          | Hohlflöte B     | 08′   | R    |
| 3.          | Flöte traver. D | 08′   | K    |
| 4.          | Gedact          | 08′   | R, K |
| 5.          | Octave          | 04′   | R    |
| 6.          | Nassat          | 03′   | R, K |

| (Fortsetzung) |                      |       |      |
| 7.            | Rohrflöte            | 04′ 0 | K    |
| 8.            | Cornet III D         |       | R, K |
| 9.            | Octave (Ext. Nr. 10) | 02′   | R    |
| 10.           | Mixtur III–V         |       | R    |
| 11.           | Dulcian              | 16′   | K    |
| 12.           | Trompete             | 08′   | K    |
|               | Tremulant            |       |      |

| Pedal C–d1 |             |       |   |
| 13.        | Subbass     | 16′ 0 | S |
|            | Sperrventil |       |   |

- Anmerkungen

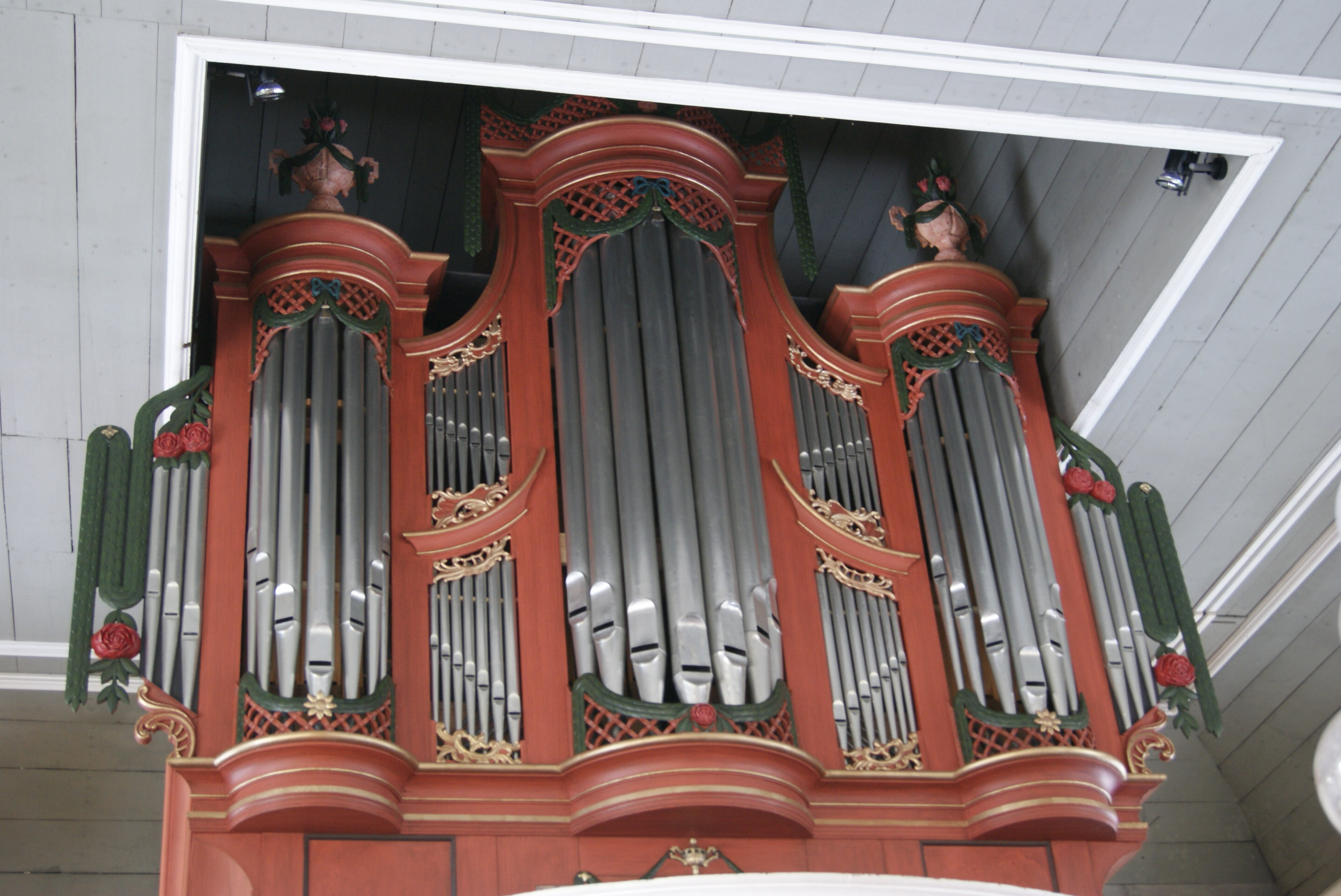
Rohlfs-Orgel (1794)

R = Register von Johann Gottfried Rohlfs (1794)
S = Register von Johann Martin Schmid (1905)
K = Register von Harm Dieder Kirschner (2009/2022)
Im Rahmen dieser Arbeiten wurden Handschriften aus dem 15. Jahrhundert entdeckt, die im Blasebalg der Orgel zur Abdichtung gedient hatten. Es handelt sich um Abschriften der „Summa de vitiis“ („Summe der Laster“), die der Dominikaner Wilhelm Peraldus im 13. Jahrhundert über die Sünde verfasst hatte, sowie um liturgische Fragmente. Vermutlich stammen sie aus einem aufgehobenen Kloster und hatten nach der Reformationszeit für das protestantische Ostfriesland keinen Wert mehr. Im Zuge des Kirchenneubaus wurden die klassizistische Kanzel und die Westempore geschaffen.